# Maria Singer
 (mars 2023).
Si vous disposez d'ouvrages ou d'articles de référence ou si vous connaissez des sites web de qualité traitant du thème abordé ici, merci de compléter l'article en donnant les références utiles à sa vérifiabilité et en les liant à la section « Notes et références ».
Pour les articles homonymes, voir Singer.
Maria Singer, née le 1er février 1914 et morte le 4 juin 2003, est une actrice de cinéma et de télévision autrichienne.

## Biographie
Maria Singer était la fille d'un fonctionnaire des chemins de fer qui a été transféré sur la ligne Salzbourg-Vienne en 1924. La famille s'installe dans les environs de Salzbourg, où Maria fréquente le Mozarteum et reçoit une formation vocale. Elle participe à des spectacles scolaires et fait de la figuration dans les représentations de Jedermann. Elle a complété sa formation d'actrice au séminaire Max Reinhardt à Vienne de 1932 à 1934. Reinhardt avait découvert la fille aux répétitions de Jedermann. Elle obtient son premier rôle sur scène en 1934 au théâtre municipal de Schneidemühl/Poméranie, où elle rencontre son collègue Hans Musäus (1910-1981), qu'elle épousera deux ans plus tard. Leur fils Peter Musäus, est également devenu acteur.
Après sa formation, de nombreux engagements ont suivi, entre autres à Memel, Königsberg, Tübingen, Kassel et Hanovre. Pendant la Seconde Guerre mondiale, elle a travaillé au Stadttheater de Klagenfurt. En 1964, Singer est engagée par August Everding pour le Kammerspiele de Munich, où elle joue notamment aux côtés de Therese Giehse et Walter Sedlmayr. En 1972, elle participe au festival de Salzbourg. En plus de ses rôles sur scène, l'actrice apparaît de plus en plus au cinéma et à la télévision à partir des années 1960, avec notamment des succès d'audience comme Komödienstadel, Kir Royal, Weißblaue Geschichten, Die Scheinheiligen et Der Bulle von Tölz.
En 1999, Maria Singer apparaît pour la dernière fois sur la scène d'un théâtre de Munich dans la pièce Der Bauer als Millionär. Elle a participé à des productions télévisées jusqu'à la fin. Elle est décédée en 2003 à l'âge de 89 ans à Aschheim, près de Munich.

## Filmographie partielle

### Films
- 1962 : Der verkaufte Großvater de Hans Albin
- 1967 : Der Paukenspieler de Volker Schlöndorff et Herbert Rimbach : La mère de Franzl
- 1968 : Professeur Columbus de Rudolf Platte
- 1986 : '38 de Wolfgang Glück : Mme Pekarek
- 2001 : Die Scheinheiligen de Thomas Kronthaler : Magdalena Trenner

### Séries télévisées
- 1962 : Funkstreife Isar 12
- 1973 : Tatort (Tote brauchen keine Wohnung) : Mutti Mandl
- 1977 : La Femme du chef de gare de Rainer Werner Fassbinder : Mme Neidhart
- 1977 à 1986 : Le Renard (8 épisodes)
- 1977 à 1986 : Polizeiinspektion 1 (7 épisodes)
- 1977 : Derrick : L'Anglaise : Mme Rupold
- 1979 : Derrick : Lena : La femme de ménage de Wolfgang Horn
- 1980 : Derrick : Pricker : Mme Zander
- 1981 : Die Rumplhanni de Rainer Wolffhardt : Kollerin
- 1983 : Martin Luther de Rainer Wolffhardt
- 1983 : Kehraus de Hanns Christian Müller : Mme Gierl, dame pipi
- 1983 : Derrick : Un homme en trop : Sœur Berta
- 1984 : Derrick : Jeu de mort : Mme Roth
- 1985 : Der Komödienstadel (Politik und Führerschein)
- 1985 : Der Komödienstadel (Paraplü und Perpendikel)
- 1986 : Tatort (Riedmüller, Vorname Sigi) : Maria Pausinger
- 1987 : Hans im Glück : Oma Moser
- 1987 : Die Hausmeisterin
- 1997 : Der Bulle von Tölz (Bei Zuschlag Mord) : Marthe Posche
- 1998 : Der Bulle von Tölz (Tod in Dessous) : La Mère Huber
- 1999 : Der Komödienstadel (Der Zigeunersimmerl)
- 1999 : Doggy Dog – Eine total verrückte Hundeentführung : Mme Berger
- 2001 : Tatort (Ein mörderisches Märchen) : Une personne âgée à Waldheim